# Worldbeat
Der Begriff Worldbeat als Musikstil-Bezeichnung ist Anfang der 1980er Jahre aufgekommen, als mehrfach internationale Popmusik mit  Folkloren aus allen Regionen der Erde verbunden wurde. Die Bezeichnung Worldbeat ist an keinen spezifischen Stil gebunden, sondern stellt primär die multikulturelle Fusion von Musik in den Vordergrund.

## Beschreibung
Als Peter Gabriel (Ex-Genesis-Sänger) 1982 sein WOMAD-Festival („World of Music Arts and Dance“) startete, kam der Begriff des Worldbeat zum ersten Mal auf. Durch dieses Fest von Musik, Kunst und Tanz verschiedener  Kulturen wurde das Interesse anderer Künstler wie  David Byrne oder Paul Simon an Folklore aus der ganzen Welt geweckt, welche ab Mitte der 1980er Jahre anfingen, mit Musikern aus Asien, Südamerika und Afrika zusammenzuarbeiten und Alben zu produzieren. Sehr erfolgreich war Paul Simon 1986 mit seinem Album Graceland, welches er in Südafrika aufnahm.
Besonders Künstler aus Afrika profitierten von der Entstehung des Worldbeat. Anfang der 1990er Jahre erlangte als bekanntestes Beispiel der  Senegalese Youssou N’Dour u. a. dank seiner Zusammenarbeit mit Peter Gabriel den internationalen Durchbruch in Europa.
2002 war Panjabi MC mit seinem Worldbeat-Hit Mundian To Bach Ke sehr erfolgreich und schaffte es in Deutschland bis an Platz 2 der Singlecharts.

## Merkmale
Kennzeichnend für den Worldbeat ist das Vermischen traditioneller Klänge mit zeitgenössischen und modernen Sounds.
Obwohl Worldbeat oftmals mit Weltmusik gleichgestellt wird, muss man die beiden Begriffe unterscheiden. Weltmusik stellt einen Überbegriff dar und ist im Gegensatz zum Worldbeat schon in den 1950er Jahren entstanden. Im Unterschied zur Weltmusik steht Worldbeat nicht nur für Musik aus den unterschiedlichsten Regionen der Welt, sondern besonders für die Verschmelzung von Popmusik und Folklore.